# Разностопность
Разностопность — в силлабо-тоническом стихосложении чередование в стихотворении стихов различной стопности.
Встречается как упорядоченная разностопность — закономерное чередование в строфе стихов разной длины (чаще всего — укорачивание чётных стихов по отношению к нечётным или последнего по отношению к остальным), — так и вольный стих, в котором стихи разной длины чередуются без ясно видимой схемы, в соответствии с логическими и эмоциональными акцентами в движении мысли (чаще всего это вольный ямб басен и стихотворной драматургии XIX века).